# آدم فلمنج
آدم فلمنج (بالإنجليزية: Adam Fleming)‏ هو مقدم تلفزيوني وصحفي بريطاني، ولد في 2 أبريل 1980 في غلاسكو في المملكة المتحدة.

## وصلات خارجية
- آدم فلمنج على موقع IMDb (الإنجليزية)
- آدم فلمنج على موقع قاعدة بيانات الفيلم (الإنجليزية)